# O-fosfo-L-seril-tRNK:Cys-tRNK sintaza
O-fosfo-L-seril-tRNK:-tRNK sintaza (EC 2.5.1.73, SepCysS, Sep-tRNK:Cys-tRNK sintaza) je enzim sa sistematskim imenom O-fosfo--seril-tRNKCis:vodonik sulfid 2-aminopropanoat transferaza. Ovaj enzim katalizuje sledeću hemijsku reakciju
O-fosfo--seril-tRNKCys + sulfid {\displaystyle \rightleftharpoons } L-cisteinil-tRNKCys + fosfat
U organizmima poput Archaeoglobus fulgidus kojima nedostaje enzim EC 6.1.1.16 (cistein---tRNK ligaza) za direktno formiranje Cys-tRNKCys, taj molekul se indirektno obrazuje posredstvom enzima EC 6.1.1.27 (O-fosfoseril-tRNK ligaze) koja ligira O-fosfoserin do tRNKCys, i EC 2.5.1.73, koji konvertuje nastali O-fosfo--seril-tRNKCys do Cys-tRNKCys.

## Literatura
- Nicholas C. Price; Lewis Stevens (1999). Fundamentals of Enzymology: The Cell and Molecular Biology of Catalytic Proteins (Third изд.). USA: Oxford University Press. ISBN 019850229X.
- Eric J. Toone (2006). Advances in Enzymology and Related Areas of Molecular Biology, Protein Evolution (Volume 75 изд.). Wiley-Interscience. ISBN 0471205036.
- Branden C; Tooze J. Introduction to Protein Structure. New York, NY: Garland Publishing. ISBN 0-8153-2305-0.
- Irwin H. Segel. Enzyme Kinetics: Behavior and Analysis of Rapid Equilibrium and Steady-State Enzyme Systems (Book 44 изд.). Wiley Classics Library. ISBN 0471303097.

## Spoljašnje veze
- O-phospho-L-seryl-tRNA:Cys-tRNA+synthase на 